# تيربوتالين
تربيوتالين هو(الاسم التجاري للبريثين أو البريكانلي أو البريثاير) هو مضاد للمستقبلات الهرمونية، كما يستخدم كدواء سريع المفعول موسع للشعب الهوائية (كثيرا ما يستخدم لعلاج حالات الربو قصيرة المدى) كما يستخدم كمادة مرخية لعضلات الرحم لتأخير الولادة المبكرة. التركيبة المستنشقة منه تبدأ بالعمل في غضون 15 دقيقة، ويمكن أن يستمر مفعولها إلى 6 ساعات.
تربيوتالين غير معتمد لعلاج الولادة المبكرة من قبل منظمة الغذاء والدواء الأمريكية (FDA) وهو في التصنيف الثاني لأدوية الحمل ويوصف كعلاج اعتيادي لمنع انقباضات الرحم.
تربيوتالين حاليا في قائمة العقاقير المحظورة على الرياضيين الأولمبيين، إلا عندما تؤخذ عن طريق الاستنشاق واستثناء للاستخدام العلاجي المسبق.

## كيميائيته
تيربوتالين يحتوي على ستيريوسنتر ويتكون من اثنين إنانتيوميرس. هذا هو [راسيمات]]، أي خليط 1: 1 من (R) - و (S) - النموذج:
| إنانتيوميرس من تيربوتالين | إنانتيوميرس من تيربوتالين |
| ------------------------- | ------------------------- |
| CAS-Nummer: 37394-31-3    | CAS-Nummer: 90877-48-8    |

## الآثار الجانبية
- عند الأم: زيادة نبض القلب، توتر، ارتعاش، صداع، ارتفاع سكر الدم، نقص بوتاسيوم الدم، ونادرا استسقاء الرئة. [4]
- عند الجنين: نقص السكر في الدم وزيادة نبض القلب. [5]